# Dicheranthus
La pata de gallina (Dicheranthus plocamoides) es la única especie del género monotípico Dicheranthus de la familia de las cariofiláceas. El género es endémico de las Islas Canarias, sólo presente en La Gomera y Tenerife.

## Descripción
Dentro de Caryophyllaceae se diferencia por tratarse de un arbusto pequeño, cuyas hojas, lineares, suculentas y de color glauco-azulado poseen estípulas. Las brácteas de la inflorescencia son apenas visibles, las flores no poseen corola, los sépalos son rosado-grisáceos y los estilos de las flores son bífidos o trífidos.

## Taxonomía
Dicheranthus plocamoides fue descrita por Philip Barker Webb y publicado en Annales des Sciences Naturelles; Botanique, sér. 3 5: 29, t. 2. 1846.
Etimología
Dicheranthus: nombre genérico que según algunos autores procede del griego di, que significa "dos" y Cheiranthus, que es el nombre del alhelí, probablemente por sus flores bicolores.
plocamoides: epíteto compuesto que procede de Plocama, que es el nombre del balo y oides, que significa "semejanza", aludiendo al hábito de la planta con sus ramillas colgantes y sus hojas estrechas.